# La Redorte
 La Redorte  es una población y comuna francesa, en la región de Languedoc-Rosellón, departamento de Aude, en el distrito de Carcasona y cantón de Peyriac-Minervois.

## Demografía
| 1192 | 1138 | 1073 | 1007 | 1032 | 1037 |
| Para los censos de 1962 a 1999 la población legal corresponde a la población sin duplicidades (Fuente: INSEE [Consultar]) |      |      |      |      |      |